# Ian Newhouse
Ian Newhouse, född 25 december 1956, är en friidrottare från Kanada. Han deltog vid olympiska sommarspelen 1984.